# الظهر (بني قيس الطور)

تعديل مصدري - تعديل

الظهر هي إحدى قرى عزلة ربع البوني بمديرية بني قيس الطور التابعة لمحافظة حجة، بلغ تعداد سكانها 526 نسمة حسب تعداد اليمن لعام 2004.